# Salahlı (Zərdab)
Salahlı è un comune dell'Azerbaigian situato nel distretto di Zərdab. Conta una popolazione di 598 abitanti.